# Karl Andree
Karl Andree (ur. 20 października 1808 w Brunszwiku, zm. 10 sierpnia 1875 w Bad Wildungen) – niemiecki geograf; założyciel geograficznego periodyku „Globus”.